# ادمزویل (بخش سامتر فلوریدا)
ادمزویل، بخش سامتر فلوریدا (به انگلیسی: Adamsville, Sumter County, Florida) در ایالات متحده آمریکا است که در فلوریدا قرار دارد.